# イリル・ラティフィ
イリル・ラティフィ（Ilir Latifi、1983年7月28日 - ）は、スウェーデンの男性レスリング選手、総合格闘家。スコーネ県マルメ出身。パンクラスジム・スウェーデン所属。初代Superior Challengeライトヘビー級王者。
総合格闘家のアルベン・ラティフィは実兄。

## 来歴
レスリングを学び、2008年にプロ総合格闘技デビュー。
2012年10月6日、Superior Challengeライトヘビー級王座決定戦でジョルジ・オリベイラと対戦し、3-0の判定勝ちを収め王座獲得に成功した。

### UFC
2013年4月6日、アレクサンダー・グスタフソンの代役でUFC初参戦となったUFC on Fuel TV 9でライトヘビー級ランキング10位のゲガール・ムサシと対戦し、0-3の判定負けを喫した。
2016年3月5日、UFC 196でライトヘビー級ランキング13位のジアン・ヴィランテと対戦し、3-0の判定勝ちを収めた。
2016年9月3日、UFC Fight Night: Arlovski vs. Barnettでライトヘビー級ランキング4位のライアン・ベイダーと対戦し、右膝蹴りでKO負け。
2017年9月9日、UFC 215でライトヘビー級ランキング13位のタイソン・ペドロと対戦し、判定勝ち。
2018年2月24日、UFC on FOX 28でライトヘビー級ランキング5位のオヴィンス・サンプルーと対戦し、スタンディングのギロチンチョークで見込み一本勝ち。パフォーマンス・オブ・ザ・ナイトを受賞した。
2018年12月29日、UFC 232でライトヘビー級ランキング10位のコーリー・アンダーソンと対戦し、0-3の判定負け。
2019年8月10日、UFC Fight Night: Shevchenko vs. Carmouche 2でライトヘビー級ランキング7位のヴォルカン・オーズデミアと対戦し、KO負け。
2020年2月8日、ヘビー級転向初戦となっUFC 247でヘビー級ランキング6位のデリック・ルイスと対戦し、0-3の判定負け。
2023年6月、UFCとの試合契約が満了し、リリースされた。

## 戦績

### プロ総合格闘技
| 総合格闘技 戦績 | 総合格闘技 戦績 | 総合格闘技 戦績 | 総合格闘技 戦績 | 総合格闘技 戦績 | 総合格闘技 戦績 | 総合格闘技 戦績 |
| --------------- | --------------- | --------------- | --------------- | --------------- | --------------- | --------------- |
| 26 試合         | (T)KO           | 一本            | 判定            | その他          | 引き分け        | 無効試合        |
| 16 勝           | 5               | 5               | 6               | 0               | 0               | 1               |
| 9 敗            | 4               | 0               | 5               | 0               | 0               | 1               |

| 勝敗 | 対戦相手                           | 試合結果                               | 大会名                                                     | 開催年月日     |
| ×    | ホドリゴ・ナシメント               | 5分3R終了 判定1-2                      | UFC Fight Night: Dern vs. Hill                             | 2023年5月20日  |
| ○    | アレクセイ・オレイニク             | 5分3R終了 判定3-0                      | UFC Fight Night: Dern vs. Yan                              | 2022年10月1日  |
| ○    | タナー・ボーザー                   | 5分3R終了 判定2-1                      | UFC Fight Night: Rozenstruik vs. Sakai                     | 2021年6月5日   |
| ×    | デリック・ルイス                   | 5分3R終了 判定0-3                      | UFC 247: Jones vs. Reyes                                   | 2020年2月8日   |
| ×    | ヴォルカン・オーズデミア           | 2R 4:31 KO（左フック→パウンド）        | UFC Fight Night: Shevchenko vs. Carmouche 2                | 2019年8月10日  |
| ×    | コーリー・アンダーソン             | 5分3R終了 判定0-3                      | UFC 232: Jones vs. Gustafsson 2                            | 2018年12月29日 |
| ○    | オヴィンス・サンプルー             | 1R 3:48 ギロチンチョーク               | UFC on FOX 28: Emmett vs. Stephens                         | 2018年2月24日  |
| ○    | タイソン・ペドロ                   | 5分3R終了 判定3-0                      | UFC 215: Nunes vs. Shevchenko 2                            | 2017年9月9日   |
| ×    | ライアン・ベイダー                 | 2R 2:06 KO（右膝蹴り）                 | UFC Fight Night: Arlovski vs. Barnett                      | 2016年9月3日   |
| ○    | ジアン・ヴィランテ                 | 5分3R終了 判定3-0                      | UFC 196: McGregor vs. Diaz                                 | 2016年3月5日   |
| ○    | ショーン・オコンネル               | 1R 0:30 TKO（スタンドパンチ連打）      | UFC Fight Night: Dillashaw vs. Cruz                        | 2016年1月17日  |
| ○    | ハンス・ストリンガー               | 1R 0:56 KO（右フック→パウンド）        | UFC Fight Night: Bisping vs. Leites                        | 2015年7月18日  |
| ×    | ヤン・ブラホヴィッチ               | 1R 1:58 TKO（左ミドルキック→パウンド） | UFC Fight Night: Nelson vs. Story                          | 2014年10月4日  |
| ○    | クリス・デンプシー                 | 1R 2:07 KO（パウンド）                 | UFC Fight Night: McGregor vs. Brandao                      | 2014年7月19日  |
| ○    | シリル・ディアバテ                 | 1R 3:02 ニンジャチョーク               | UFC Fight Night: Gustafsson vs. Manuwa                     | 2014年3月8日   |
| ×    | ゲガール・ムサシ                   | 5分3R終了 判定0-3                      | UFC on Fuel TV 9: Mousasi vs. Latifi                       | 2013年4月6日   |
| ○    | ジョルジ・オリベイラ               | 5分3R終了 判定3-0                      | Superior Challenge 8: Malmo 【SCライトヘビー級王座決定戦】 | 2012年10月6日  |
| ○    | トニー・ロペス                     | 5分3R終了 判定3-0                      | GLORY 1: Stockholm                                         | 2012年5月26日  |
| ○    | デニス・ボグダノフ                 | 1R キーロック                          | United Glory 15: 2012 Glory World Series                   | 2012年3月23日  |
| ×    | エマニュエル・ニュートン           | 5分3R終了 判定0-3                      | Shark Fights 17: Horwich vs. Rosholt 2                     | 2011年7月15日  |
| ○    | マッテオ・ミノンツィオ             | 1R 2:11 TKO（ハイキック）              | SHC 2: Battle For The Belt                                 | 2010年4月10日  |
| ×    | 水野竜也                           | 3R 0:15 TKO（膝蹴り→パウンド）         | Rumble of the Kings 4                                      | 2009年11月20日 |
| ○    | ダルコ・クルバンイェヴィッチ       | 1R 1:43 腕ひしぎ十字固め               | Rumble of the Kings 3                                      | 2009年5月22日  |
| ○    | ルイス・ピ－ニョ                   | 1R 1:20 ギブアップ（パンチ連打）       | Rumble of the Kings 2                                      | 2009年2月27日  |
| ○    | ローマン・ミホキャ                 | 2R 1:55 KO（パンチ連打）               | Superior Challenge 2: Resurrection                         | 2008年10月25日 |
| －   | ブラゴイ・アレクサンドル・イワノフ | 1R 0:55 ノーコンテスト（リング崩壊）   | Real Pain Challenge 2                                      | 2008年5月17日  |

### アマチュア総合格闘技
| 勝敗 | 対戦相手               | 試合結果                | 大会名                  | 開催年月日   |
| ○    | クリスチャン・コロンボ | 1R ノースサウスチョーク | Adrenaline 3: Evolution | 2008年9月6日 |

### グラップリング
| 勝敗 | 対戦相手           | 試合結果    | 大会名                         | 開催年月日    |
| ×    | シャンジ・ヒベイロ | ポイント0-2 | ADCC 2009 【99kg未満級 1回戦】 | 2009年9月26日 |

## 獲得タイトル
- レスリングノルディック選手権 グレコローマン97kg級 優勝（2001年）
- ADCC 2005欧州予選 99kg未満級 優勝（2004年）
- 初代Superior Challengeライトヘビー級王座（2012年）